# Campeonato Europeo de Baloncesto Femenino de 1952
El III Campeonato Europeo de Baloncesto Femenino se celebró en Moscú (URSS) entre el 18 y el 25 de mayo de 1952 bajo la denominación EuroBasket Femenino 1952. El evento fue organizado por la Confederación Europea de Baloncesto (FIBA Europa) y la Federación Soviética de Baloncesto.
Un total de doce selecciones nacionales afiliadas a FIBA Europa compitieron por el título europeo, cuyo anterior portador era el equipo de la Unión Soviética, vencedor del EuroBasket 1950. 
La selección de la Unión Soviética se adjudicó la medalla de oro, la plata fue para Checoslovaquia y el bronce para Hungría.

## Plantilla del equipo campeón
- Unión Soviética:

Valentina Nazarenko, Nina Maksimova, Raisa Mament'eva, Valentina Kopylova, Lidia Alekséyeva, Evgenija Rjabuškina, Tamara Moiseeva, Nina Urdang, Zoja Stasjuk, Ljubov' Lobanova, Galina Stepina, Dzidra Uztupe, Ol'ga Gomel'skaja, Maret-Mai Otsa. Seleccionador: Konstantin Travin